# Plzeň zastávka
Plzeň zastávka – przystanek kolejowy w Pilźnie, w kraju pilzneńskim, w Czechach. Położona jest na wysokości 330 m n.p.m.
Na przystanku nie ma możliwości zakupu biletu, a obsługa podróżnych odbywa się w pociągu. 

## Linie kolejowe
- 183 Plzeň - Klatovy - Železná Ruda-Alžbětín